# Tadeusz Hoszard
Tadeusz Hoszard (ur. 16 maja 1886 w Mielcu, zm. ?) – major artylerii Wojska Polskiego.

## Życiorys
Urodził się w Mielcu, ówczesnym mieście powiatowym Królestwa Galicji i Lodomerii, w rodzinie Edwarda.
Służył w 10 Pułku Artylerii Polowej w Łodzi. 3 maja 1922 został zweryfikowany w stopniu kapitana ze starszeństwem z dniem 1 czerwca 1919 i 65. lokatą w korpusie oficerów artylerii. Od 1924 pełnił obowiązki dowódcy I dywizjonu. 1 grudnia 1924 został awansowany na majora ze starszeństwem z dniem 15 sierpnia 1924 i 22. lokatą w korpusie oficerów artylerii. W styczniu 1926 został przesunięty ze stanowiska dowódcy I dywizjonu na stanowisko kwatermistrza. W kwietniu 1928 został przeniesiony do kadry oficerów artylerii z równoczesnym zwolnieniem z zajmowanego stanowiska i przeniesieniem służbowym do Powiatowej Komendy Uzupełnień Łódź Miasto II na okres czterech miesięcy w celu odbycia praktyki poborowej. We wrześniu tego roku, po zakończeniu praktyki został przydzielony do PKU Łódź Miasto II na stanowisko kierownika I referatu administracji rezerw i zastępcy komendanta. W sierpniu 1929 został zwolniony z zajmowanego stanowiska i oddany do dyspozycji dowódcy Okręgu Korpusu Nr IV, a z dniem 31 stycznia 1930 przeniesiony w stan spoczynku. W 1934, jako oficer stanu spoczynku pozostawał w ewidencji PKU Łódź Miasto II. Posiadał przydział do Oficerskiej Kadry Okręgowej Nr IV. Był wówczas „w dyspozycji dowódcy Okręgu Korpusu Nr IV”.
W czasie kampanii wrześniowej dostał się do niemieckiej niewoli. Przebywał kolejno w Stalagu XIII A, Oflagu XI B i Oflagu II C Woldenberg  (nr obozowy 1772/XI.B.).

## Ordery i odznaczenia
- Krzyż Niepodległości (9 listopada 1931)[14]
- Krzyż Walecznych[15]
- Złoty Krzyż Zasługi (10 listopada 1928)[16]
- Medal Zwycięstwa („Médaille Interalliée”)[15]